# Beatrice Hill-Lowe
Beatrice Geraldine Hill-Lowe (Ardee, Louth, 26 de gener de 1868 - Tenby, Pembrokeshire, 2 de juliol de 1951) va ser una arquera irlandesa que va competir a començaments del segle xx.
El 1908 va prendre part en els Jocs Olímpics de Londres, on va guanyar la medalla de bronze en la prova de la doble ronda Nacional del programa de tir amb arc.